# Crossosomatales
Crossosomatales, biljni red u razredu dvosupnica ili Rosopsida. Podijeljen je na sedam porodica u koju su po APG III sustavu (vidi APG) uvrštene 2009. godine.

## Opis
Crossosomatales, red kamenjarki dikotiledonih cvjetnica, koje pripadaju bazalnoj rosidnoj skupini botaničkog klasifikacijskog sustava II filogene skupine kritosjemenjača (APG II) (vidi kritosjemenjače). Red je heterogena skupina od osam obitelji, koje se mogu podijeliti u dvije skupine. Prvu skupinu čine porodice Crossosomataceae, Stachyuraceae, Staphyleaceae i Guamatelaceae, a drugu Aphloiaceae, Geissolomataceae, Ixerbaceae i Strasburgeriaceae. Većina pripadnika reda su drvenasti grmovi ili drveća sjevernog umjerenog područja koji sadrže obilne količine kristala, s nazubljenim rubovima listova. Njihovi cvjetovi obično imaju perianth s četiri ili pet čašica i latica, dobro razvijen nektarij, gornju jajnicu do pet slobodnih ili sraslih karpela i rastavljene ili bobičaste plodove sa sjemenkama koje često imaju vijence koje olakšava širenje životinja.
Crossosomataceae sadrži četiri roda kseromorfnih grmova koji rastu na riolitu u jugozapadnom dijelu Sjedinjenih Država i susjednoj regiji Meksika. Porodica je prilagođena visokim temperaturama, sušnim uvjetima i nutritivno manjkavim tlima razvojem žilavih, smanjenih listova i fotosintezom C4. Biljke, koje su lokalno poznate kao “rockflower”, “apachebush” i “greasebush”, nisu poznate u uzgoju niti imaju bilo kakvu veliku gospodarsku važnost.
Stachyuraceae se sastoji od jednog roda (Stachyurus) od pet vrsta koje rastu od Himalaja do Japana. Zimzeleno ili listopadno drveće ima cvatove koji podsjećaju na topolu i jasiku, zbog čega su se ranije nalazila u blizini porodice Salicaceae. Neki članovi Stachyurusa uzgajaju se kao ukrasne biljke i cvjetaju mnogo prije nego li se lišće potpuno razvije.
Većina članova Staphyleaceae,  listopadno je drveće ograničeno na sjevernu umjerenu regiju, ali neke vrste rasprostranjene su čak na jugu kao Bolivija i Malezija. Staphylea (klokoč) sastoji se od 11 vrsta u umjerenom području i često se uzgaja. Turpinia, s najmanje 10 vrsta, porijeklom je iz tropske Amerike i jugoistočne Azije, gdje se različite vrste lokalno koriste za njihovu građu. Euscaphis se sastoji od jedne vrste E. japonica (“korejsko drvo dušice”), koja je porijeklom iz Kine, Koreje i Japana; njeni se plodovi koriste za pripremu biljnih lijekova.
Guamatelaceae sastoji se od jednog roda (Guamatela) i jedne vrste (G. tuerckheimii), koja je porijeklom iz Srednje Amerike. Neobičan je za red po mnogim karakteristikama, uključujući odsutnost bilo kakvog endosperma i dobro razvijen hipantij (struktura u obliku šalice koja podupire čašice, latice i prašnike cvijeta).
Četiri druge male porodice grmlja i drveća ponekad su uključene u Crossosomatales. Svaki ima samo jednu vrstu. To uključuje Aphloiaceae, pronađene od istočne Afrike do Sejšela; Geissolomataceae, endem južnoafričke provincije Cape; i blisko srodne Ixerbaceae i Strasburgeriaceae, ograničene na Novi Zeland odnosno Novu Kaledoniju.

## Porodice
- Aphloiaceae Takhtajan
- Crossosomataceae Endl.
- Geissolomataceae Endl.
- Guamatelaceae S. Oh & D. Potter
- Stachyuraceae J.G. Agardh,
- Staphyleaceae (DC.) Lindl. (klokočevke)
- Strasburgeriaceae Van Tiegh.